# Întotdeauna pentru totdeauna
Întotdeauna pentru totdeauna è il sesto album in studio del gruppo rap B.U.G. Mafia, pubblicato il 17 ottobre 2000.

## Tracce
| #  | Titolo               | Tempo | Scrittore della canzone                                 | Produttore                            | Performers                                  | Credits                               |
| -- | -------------------- | ----- | ------------------------------------------------------- | ------------------------------------- | ------------------------------------------- | ------------------------------------- |
| 1  | "Intro"              | 2:09  | V.Irimia, A.Demeter, D.Vlad-Neagu                       | Tataee, co-produttore Uzzi & Caddy    |                                             | - Tastiera diTataee                   |
| 2  | "3 Băieți"           | 4:50  | V.Irimia, A.Demeter, D.Vlad-Neagu                       | Tataee, co-produttore Uzzi            |                                             | - Tastiera di Tataee                  |
| 3  | "Fără bani"          | 3:52  | A.Demeter, V.Irimia                                     |                                       |                                             | - Tastiera di Tataee                  |
| 4  | "Cuvinte grele"      | 5:45  | D.Vlad-Neagu, V.Irimia, A.Demeter, D.Gardescu, C.Husaru | Tataee, co-produttore Uzzi & Caddy    | Puya, Luchian, Maximilian, Pacha Man, Villy | - Tastiera di Tataee                  |
| 5  | "Între noapte și zi" | 4:02  | V.Irimia, D.Vlad-Neagu, A.Demeter                       | Tataee, co-produttore Uzzi & Caddy    | Moni-K                                      | - Tastiera di Tataee & Camil Beldeanu |
| 6  | "Sus în fum"         | 2:33  | A.Demeter, D.Vlad-Neagu, V.Irimia                       | Tataee                                | Nicoleta "Nico" Matei                       |                                       |
| 7  | "Zi de zi"           | 4:57  | V.Irimia, D.Vlad-Neagu, A.Demeter, C.Beldeanu           | Tataee, co-produttore Caddy & Uzzi    | Villy                                       | - Tastiera di Tataee & Camil Beldeanu |
| 8  | "Estu' sălbatic"     | 4:09  | A.Demeter, V.Irimia, D.Vlad-Neagu                       | Tataee, co-produttore by Uzzi         |                                             | - Tastiera di Tataee & Uzzi           |
| 9  | "Fete suspecte"      | 3:58  | V.Irimia, D.Vlad-Neagu, A.Demeter, V.Kanalas            | Tataee, co-produttore Uzzi            | Cătălina Toma                               | - Tastiera di Tataee & Uzzi           |
| 10 | "Un 2 și trei de 0"  | 5:02  | D.Vlad-Neagu, V.Irimia, A.Demeter, C.Beldeanu           | Tataee, co-produttore by Uzzi & Caddy | Villy                                       | - Tastiera di Tataee & Camil Beldeanu |
| 11 | "Poezie de stradă"   | 4:37  | A.Demeter, V.Irimia, D.Vlad-Neagu                       | Tataee, co-produttore Uzzi & Caddy    |                                             | - Tastiera di Tataee & Uzzi           |